# Sint-Clemenskerk (Wissel)

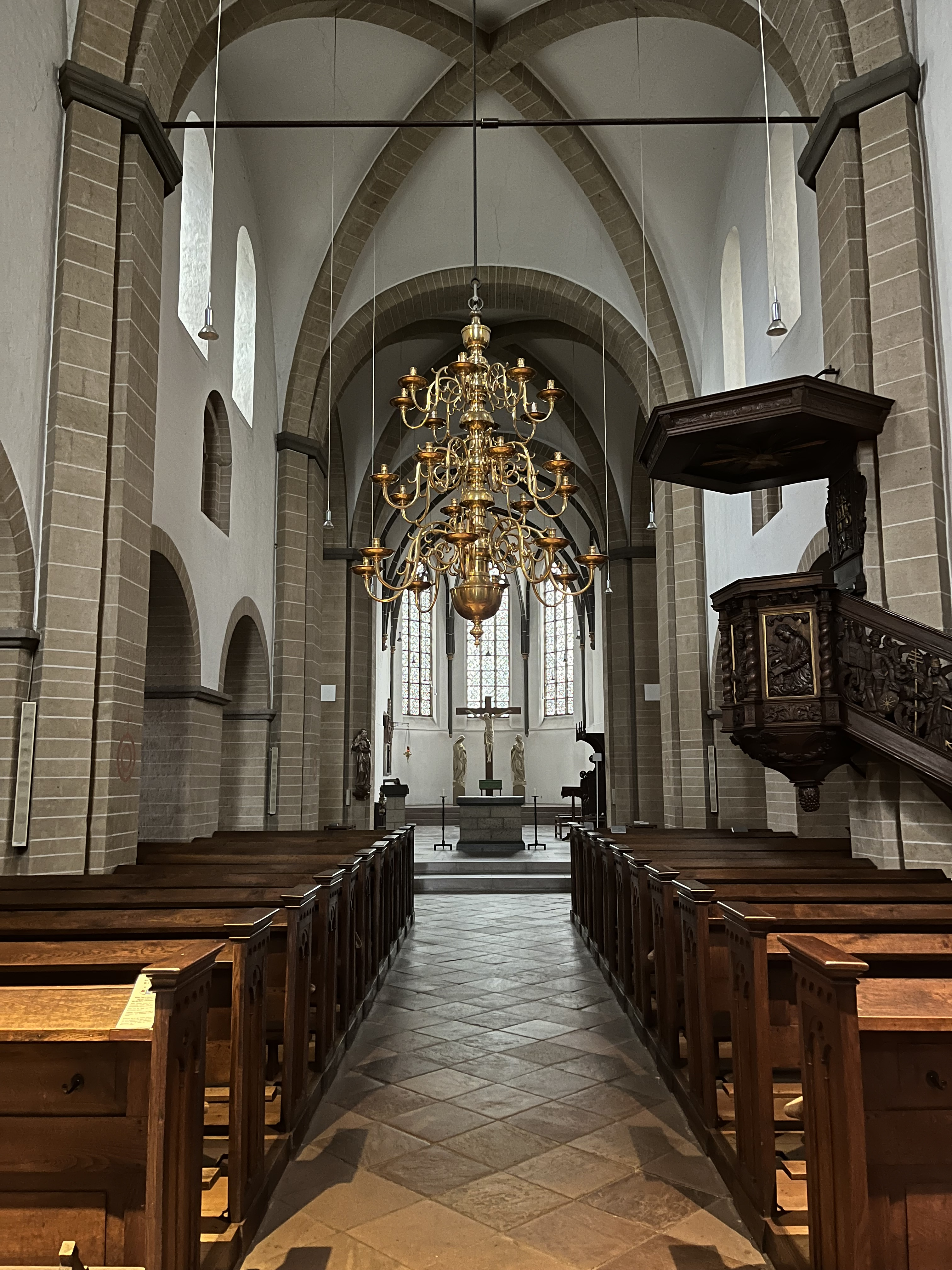
Het interieur van de Sint-Clemenskerk in Wissel.

De Sint-Clemenskerk (Duits: St. Clemenskirche) is een onder monumentenzorg vallende, voormalige stiftkerk in Wissel. Tegenwoordig is het de rooms-katholieke parochiekerk van de plaats.

## Geschiedenis
In de door Gert van der Schüren van 1471 tot 1478 geschreven geschiedschrijving is op te maken dat het kanunnikenstift omstreeks 825 gesticht moet zijn. De huidige romaanse basiliek is de derde kerk op de plaats en ontstond in de 12e eeuw, ofwel tijdens het bestuur van graaf Arnoud I van Kleef (regeringsperiode 1120-1147) ofwel dat van Diederik IV van Kleef (1150-1172). Beide graven onderhielden nauwe betrekkingen met Utrecht, hetgeen de architectonische verwantschap van de kerk met de in de 19e eeuw afgebroken Mariakerk te Utrecht verklaart. Enkele graven verkozen de stiftkerk als hun grafkerk, waaronder Diederik V (1244) en Diederik VII (1275).

## Beschrijving
Het kerkschip bezit drie dubbeltraveeën volgens het gebonden stelsel, het transept heeft drie vierkante traveeën en het vijfzijdig afgesloten koor één travee. Het koor wordt in de hoeken met het transept geflankeerd door twee torens met rombische afsluiting. Tussen de lichtbeuk en de arcades bieden galerijachtige openingen toegang tot de dakruimte van de zijschepen. 

## Inrichting
- een romaans doopvont
- een laatgotische piëta van de Nederrijnse kunstenaar Henrik Douvermann
- een 15e-eeuwse (in 1768 vernieuwde) beschilderde reliekschrijn van de heilige Luthard (* omstreeks 800 in Kleef, † 881 Kleef) aan de noordelijke koormuur.
- een gotisch muurtabernakel (14e eeuw), met daarnaast een muurkast (15e eeuw)
- een epitaaf van Ioes Middel (1576)

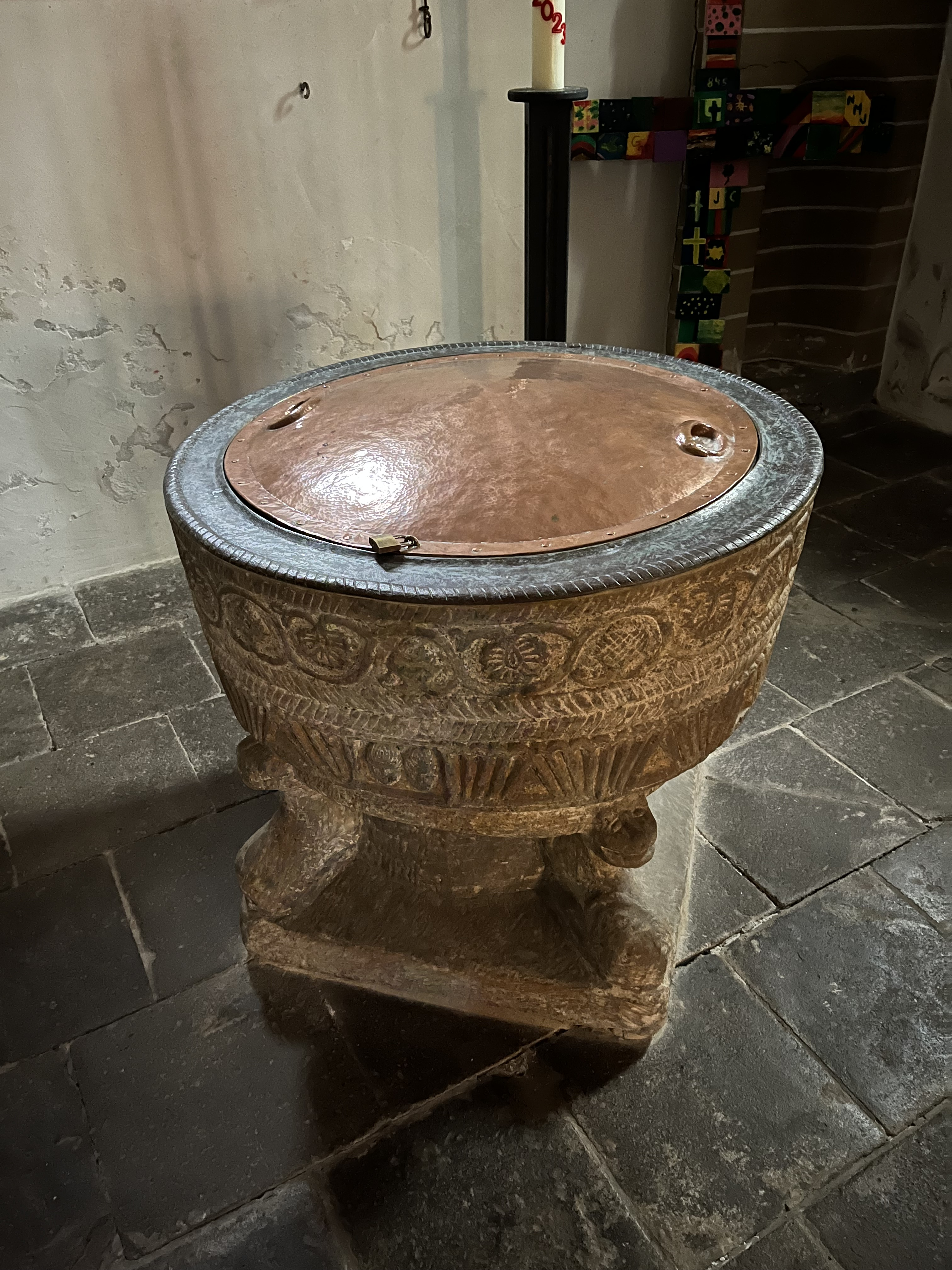
Het romaanse doopvont in de Sint-Clemenskerk in Wissel.

- een sedilia uit de 15e eeuw

## Orgel
De kerk heeft een orgel van de orgelbouwer Wilhelm Rütter uit 1874-1876. De orgelkas is bijzonder oud en dateert uit 1490. Het is de oudste van het Rijnland. Het orgel werd in de jaren 1983-1984 gerestaureerd.